# هيتان شاه
هيتان شاه هو الرئيس التنفيذي للأكاديمية البريطانية وأستاذ زائر في كلية كينجز لندن ونائب رئيس معهد آدا لوفلايس. شغل منصب المدير التنفيذي للجمعية الإحصائية الملكية من 2011 إلى 2019.

## النشأة والتعليم
درس شاه الفلسفة والسياسة والاقتصاد في جامعة أكسفورد وتخرج في عام 1996.   حصل على دبلوم دراسات عليا في كلية الحقوق في نوتنغهام ودرجة الماجستير في التاريخ والسياسة في جامعة بيركبيك بجامعة لندن.  حصل على شهادة الدراسات العليا أخرى في الاقتصاد في جامعة بيركبيك في لندن عام 2003.